# Cerodirphia rosacordis
Cerodirphia rosacordis är en fjärilsart som beskrevs av Walker 1855. Cerodirphia rosacordis ingår i släktet Cerodirphia och familjen påfågelsspinnare. Inga underarter finns listade i Catalogue of Life.